# Kvarteret Echo

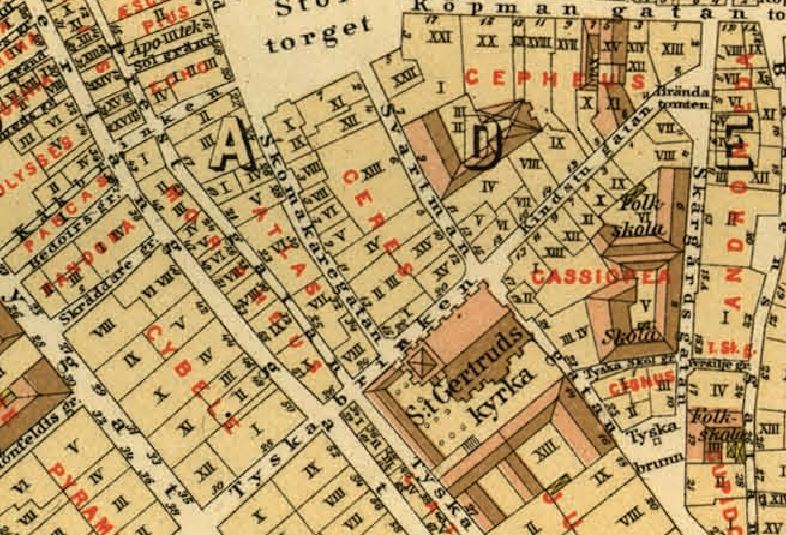
A.R. Lundgrens karta från 1885 med kvarteret Echo.

Kvarteret Echo är ett kvarter i Gamla stan i Stockholm. Kvarteret omges av Solgränd i norr, Stortorget i öster, Prästgatan i väster och Kåkbrinken i söder. Kvarteret består av två fastigheter, Echo 1 och 4. 

## Namnet

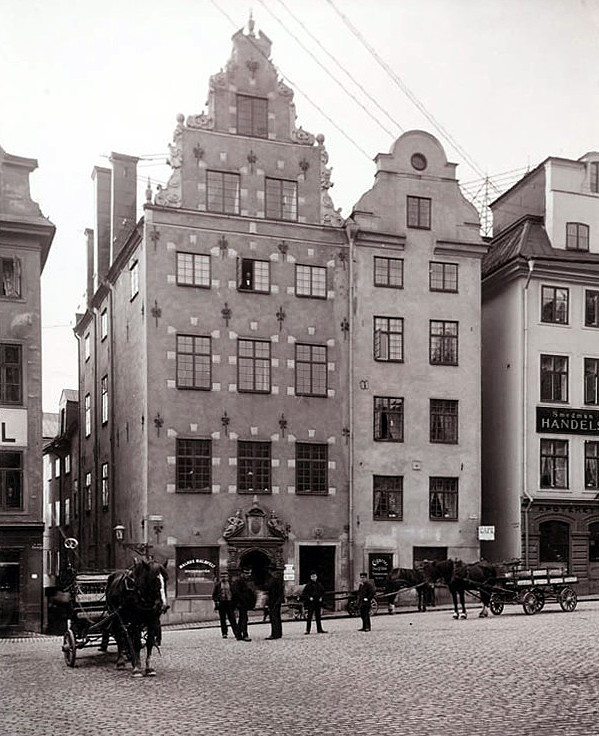
Schantzska huset (t.v.) och Seyfridtzska huset sett från Stortorget i oktober 1907.

Nästan samtliga kvartersnamn i Gamla stan tillkom under 1600-talets senare del och är uppkallade efter begrepp (främst gudar) ur den grekiska och romerska mytologin. ”Echo” eller Eko var i den grekiska mytologin en bergnymf som förälskade sig i Narkissos men avvisades. I sin förtvivlan och sorg tynade hon bort och bara rösten levde kvar och hörs som ekon mellan bergen.

## Kvarteret
Fastigheten Echo 1 (Stortorget 18–20) har sina båda gavelfasader riktade mot Stortorget och är ett av de främsta Stockholmsmotiv på vykort och souvenirer. Det södra huset med tre fönsteraxlar och röd fasad med hög trappgavel uppfördes 1650 och kallas Schantzska huset efter sin byggherre  kungliga sekreteraren Johan Eberhard Schantz. Kalkstensportalen är dekorerad av den tyska stenhuggaren Johan Wendelstam. Huset intill med två fönsteraxlar och gul fasad byggdes på 1520-talet och kallas Seyfridtzska huset efter en senare ägare, skinnaren Hans Seyfridtz. Hans änka gifte om sig med Johan Eberhard Schantz, som då ägde båda husen. 1905 byggdes en gemensam trappuppgång för båda husen och 1992 renoverades fastigheten.